# St. Marien (Göttingen)
Die evangelisch-lutherische Pfarrkirche St. Marien in Göttingen ist eine von acht Kirchen in der Göttinger Innenstadt (Groner-Tor-Straße 30).

## Geschichte, Architektur, Restaurierungen
Die Marienkirche wurde als Pfarrkirche der seit etwa 1280 bestehenden Göttinger Neustadt, einer längeren Häuserzeile westlich der Stadtmauern, errichtet und war zunächst ein kleines, einschiffiges Gotteshaus in der Größe des heutigen Mittelschiffs. 1290 durch Herzog Albrecht II. von Braunschweig-Lüneburg gegründet, wurde die Kirche im Jahre 1295 erstmals als „kleines Jerusalem vor Göttingen“ erwähnt. Zudem soll 1290 der Bischof von Lyon Ablassbriefe für den Besuch der Kirche ausgestellt haben. Dass in den 1290er Jahren Bauarbeiten stattfanden, belegen auch dendrochronologisch auf 1298/99 datierte Dachbalken. Von der Lage der Kirche unmittelbar am südlichen Zugang zur Neustadt zeugt noch heute der 1319 erstmals erwähnte Torturm, der die Durchfahrt von der Groner-Tor-Straße zur Straße Neustadt aufnimmt und zugleich als Kirchturm dient.
1318 vermachte Herzog Otto II. von Braunschweig-Lüneburg die Marienkirche mitsamt zwei angrenzenden Hofstellen an den Deutschen Orden. Seitdem ist sie eng mit der Göttinger Niederlassung des Deutschen Ordens verbunden. Fortan diente die Kirche zugleich als Ordens- und Pfarrkirche. Die Kommende als das Gebäude der Ordensniederlassung entstand noch im Jahr der Übertragung direkt westlich im Anschluss der Kirche. Von der Kommende aus wurde der umfangreiche Grundbesitz des Ordens in der Gegend um Göttingen verwaltet.
Im Zuge des späteren Wachstums der Neustadt, die 1319 von der Stadt Göttingen angekauft worden war, begann man die heutige gotische Kirche in Form einer dreischiffigen und dreijochigen Hallenkirche in Bruchstein zu errichten. So baute man in der ersten Hälfte des 14. Jahrhunderts die Seitenschiffe und den Chor an das Hauptschiff. 1440 wurde der Tor- und Glockenturm nochmals aufgestockt. Um 1468 wurde die Kirche neu eingewölbt und dabei in eine Stufenhalle umgebaut. 1510 errichtete man den zweijochigen Chor mit seinem Fünfachtelschluss neu.
1524 entstand das inschriftlich datierte Altarretabel des Göttinger Malers Bartold Kastrop und seines Schwagers Heinrich Heisen.
Im Zuge der Reformation wurde 1531 der erste evangelische Prediger vom Rat der Stadt an der Kirche angestellt. Der katholische Deutsche Orden verweigerte jedoch Leistungen zur Besoldung und Nutzung der Pfarrwohnung. Nach verschiedenen Zwischenlösungen konnten die Kastenherren von St. Marien erst 1558 ein Haus auf dem Anger (heutige Angerstraße) erwerben und als Pfarrwohnung einrichten.
1784 riss man das durch die Nähe des Leinekanals baufällig gewordene Chorpolygon ab und verkürzte den Chorraum mit einem geraden Abschluss. Gleichzeitig kam es zu einem Umbau des mittelalterlichen Altarretabels zum Kanzelaltar. Zur Barockisierung des Innern gehörten u. a. neue Bänke und Emporen.
Das Gebäude der Deutschordenskommende ging 1810 in Privatbesitz und befindet sich heute im Eigentum der evangelisch-lutherischen Kirche.
1883–1885 kam es nach Plänen von Conrad Wilhelm Hase erneut zu einer Stilumformung, diesmal unter der Maßgabe einer Regotisierung zunächst nur des Innern. Es entstanden u. a. neue Emporen mit verzierten Unterbauten im Seitenschiff sowie die Kanzel. In St. Marien sind heute mehr neugotische Ausstattungsstücke erhalten als in anderen Göttinger Kirchen, wo sie den Purifizierungen des 20. Jahrhunderts weitgehend zum Opfer fielen. Auch der Altar wurde nochmals umgestaltet und erhielt seine heutige Gestalt. 1887–1890 entstand eine neugotische Rekonstruktion des Chorpolygons, ebenfalls nach Plänen von Hase. Die Buntverglasung der neuen Chorfenster stammte von dem Kunstmaler Heinrich Mittag aus Hannover.
1911/12 fand eine Neuausmalung des Inneren statt. 1926 kam die bedeutende Mahrenholz-Furtwängler-Orgel in die Kirche.
1968/69 folgten abermals Restaurierungsmaßnahmen; die letzte Innensanierung war 2003. Von 2016 bis 2017 wurde der Dachstuhl saniert.

## Ausstattung

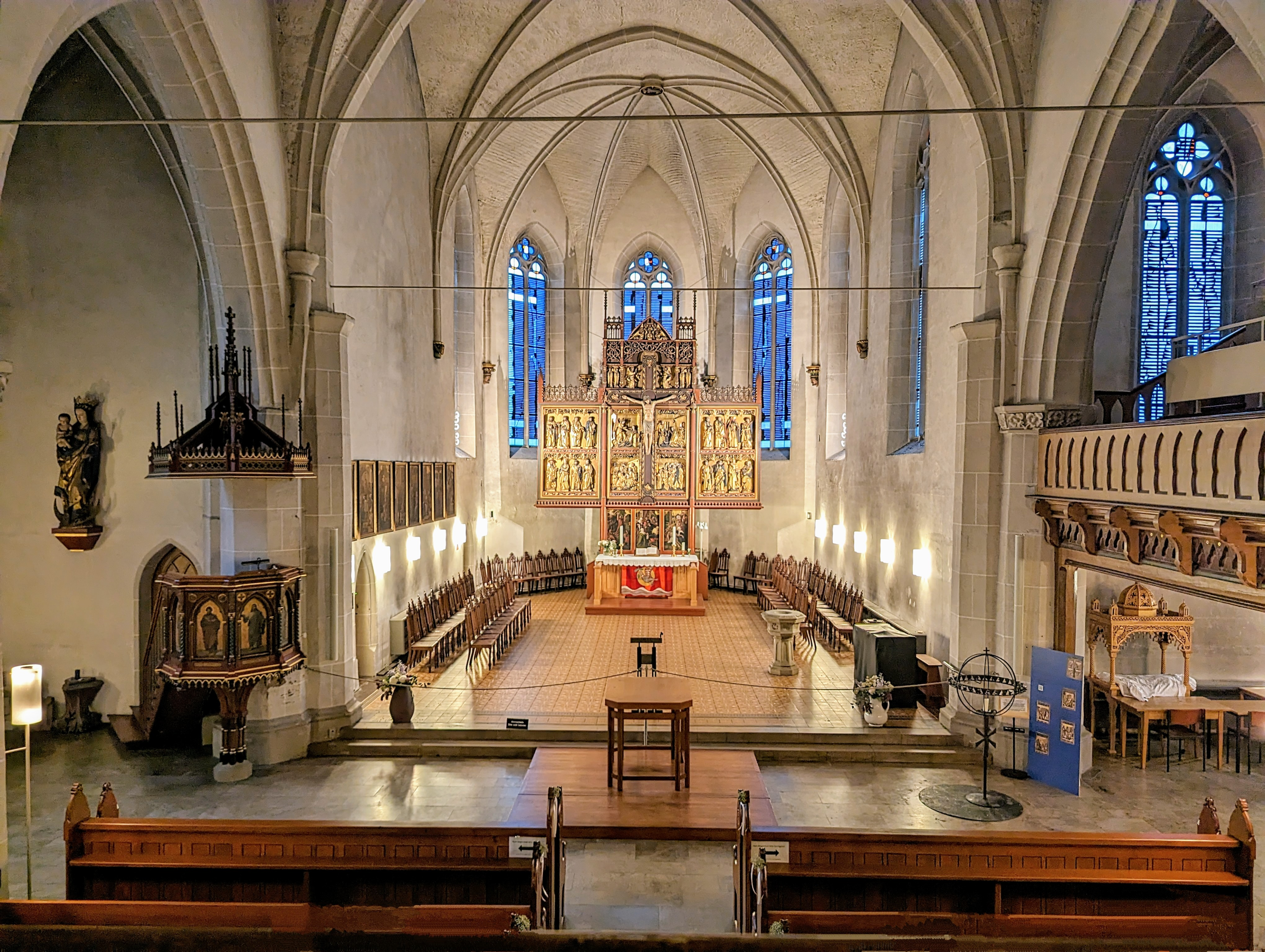
Innenraum (2023)

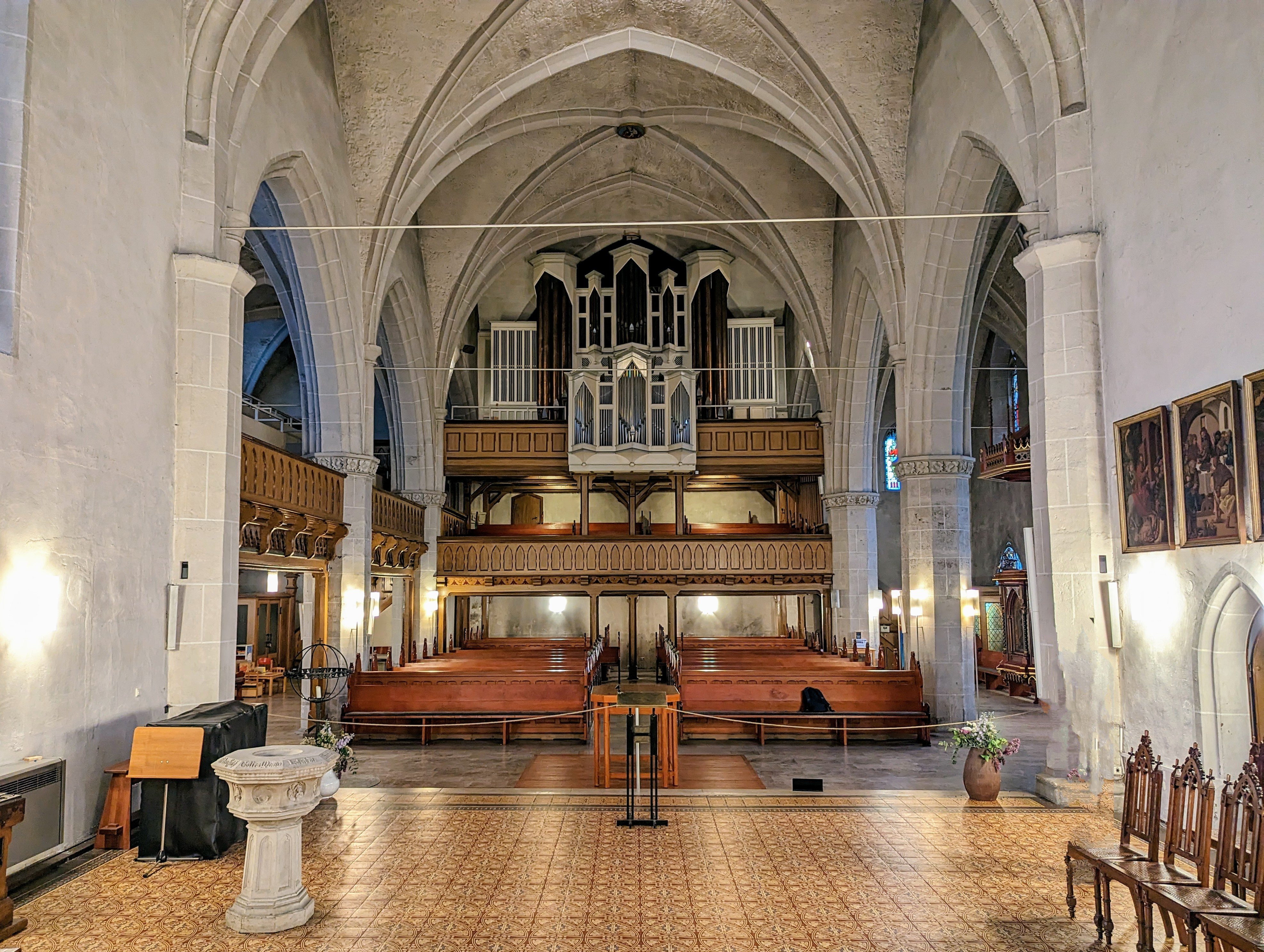
Innenraum, Blick zur Orgel

### Altarretabel
Wertvollstes mittelalterliches Ausstattungsstück ist der von Bartold Kastrop und Heinrich Heisen geschaffene ehemalige Doppelflügelaltar von 1524, ein Altarretabel mit zwei beweglichen Flügelpaaren. In seiner ursprünglichen Form zeigte er im geschlossenen Zustand vier Szenen aus dem Marienleben. Öffnete man die äußeren Flügel, wurde die erste Wandlung, die sogenannte Sonntagsseite, sichtbar. Diese zeigte 16 Szenen aus der Passion Christi, die von Heisen nach Holzschnitten von Albrecht Dürer gemalt wurden. Öffnete man auch die Innenflügel, konnte man die sogenannte Festtagsseite mit Schnitzereien von Kastrop sehen. Die Flügel zierten jeweils acht Darstellungen von Heiligen, im Schrein umrahmten vier weitere Szenen aus dem Marienleben eine große Figur der Gottesmutter als apokalyptisches Weib. Im Zuge der Umgestaltung der Kirche 1784 wurde die Festtagsseite des Flügelaltars in einen barocken Kanzelaltar umgestaltet. Dabei rückte ein Kanzelkorb an die Stelle der Madonna. Die Flügel wurden zusammengesetzt und darüber montiert. Die Madonna wurde in einem Strahlenkranz im Altargiebel gesetzt. Bei der Innenumgestaltung 1883 wurde der Kanzelaltar demontiert und der alte Altar historisierend neu gestaltet. So ergab sich das heutige Erscheinungsbild.
Die vier Szenen aus dem Marienleben umgeben nun ein neugotisches Kruzifix: Links die Szenen der Verkündigung an Maria und die Anbetung der Könige, rechts die Szenen der Geburt Christi und des Marientodes. Die ehemaligen Altarflügel wurden an den Seiten angebracht. Der linke zeigt (von links nach rechts) in der oberen Reihe die Heiligen Petrus, Andreas, Jakobus der Ältere und Johannes der Evangelist, unten die Heiligen Matthäus, Simon, Rupertus und Elisabeth von Thüringen. Den rechten Flügel zieren (von links nach rechts) oben die Figuren der Heiligen Thomas, Jakobus d.J., Philippus, Bartholomäus und unten die der Heiligen Hieronymus, Ursula, Judas Thaddäus und Matthias.
Die Madonna aus der ehemaligen Festtagsseite fand ihren Platz im nördlichen Seitenschiff; die Bilder der ehemaligen Sonntagsseite wurden voneinander getrennt im Chorraum aufgehängt.

### Sonstige Ausstattung
Bei der neugotischen Umgestaltung auch die Kanzel mit Schalldeckel neu geschaffen. Sie wird von Bildern geziert, die Christus und einige Apostel zeigen.
Der neugotische Taufstein stammt aus dem Jahr 1881.

Die meisten Kirchenfenster wurden 1970 von Johannes Schreiter in den Farben grau und weiß in dickem Betonglas gestaltet. Im Nordschiff wurden die Reste historistischer Apostelfenster zusammengesetzt.

Bildergalerie
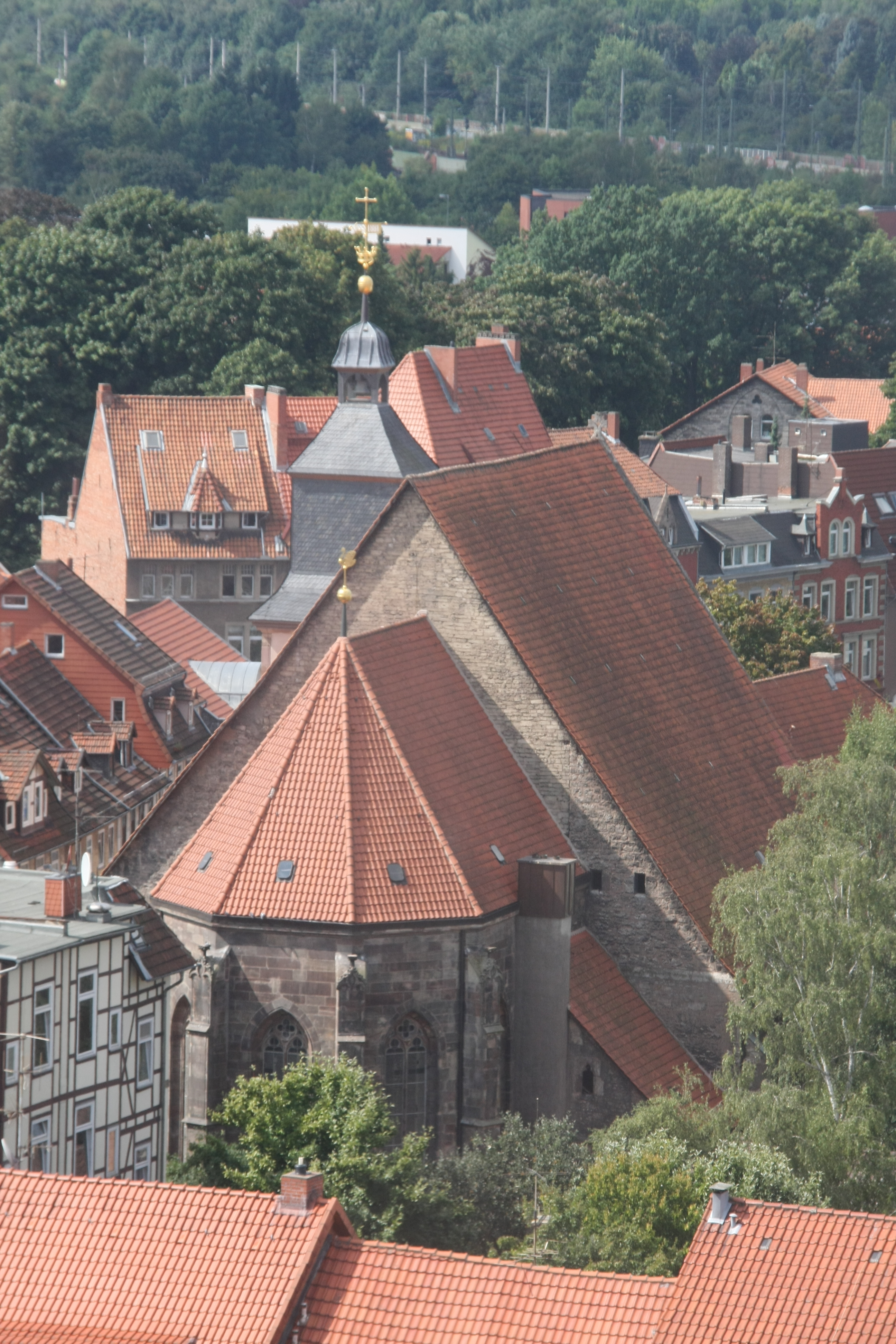
St. Marien, Vogelschaubild vom Turm der Johanniskirche aus gesehen (Aufnahme 2008)
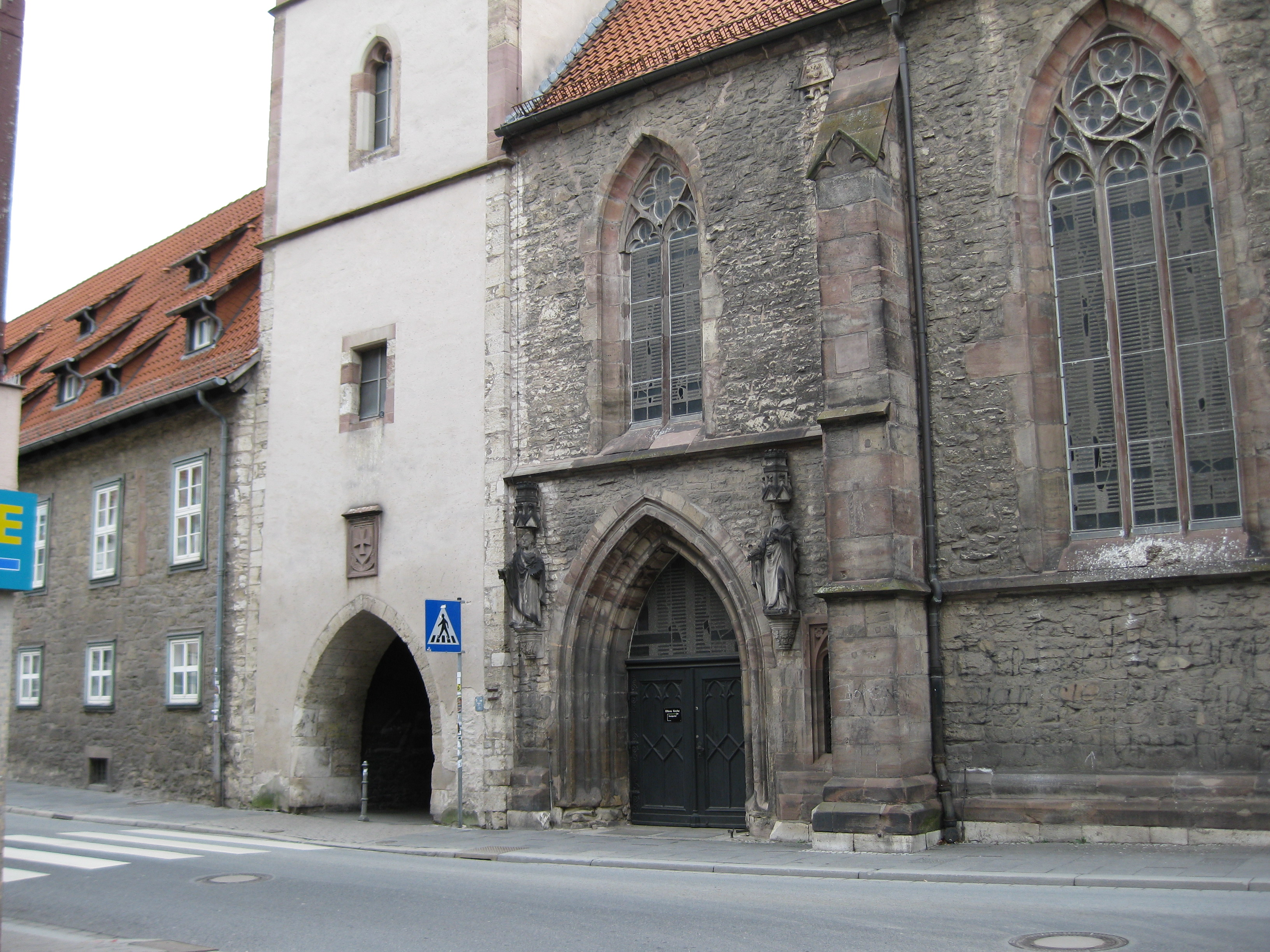
Tor- und Kirchturm am Übergang zwischen Kirche (rechts) und Kommende (links)
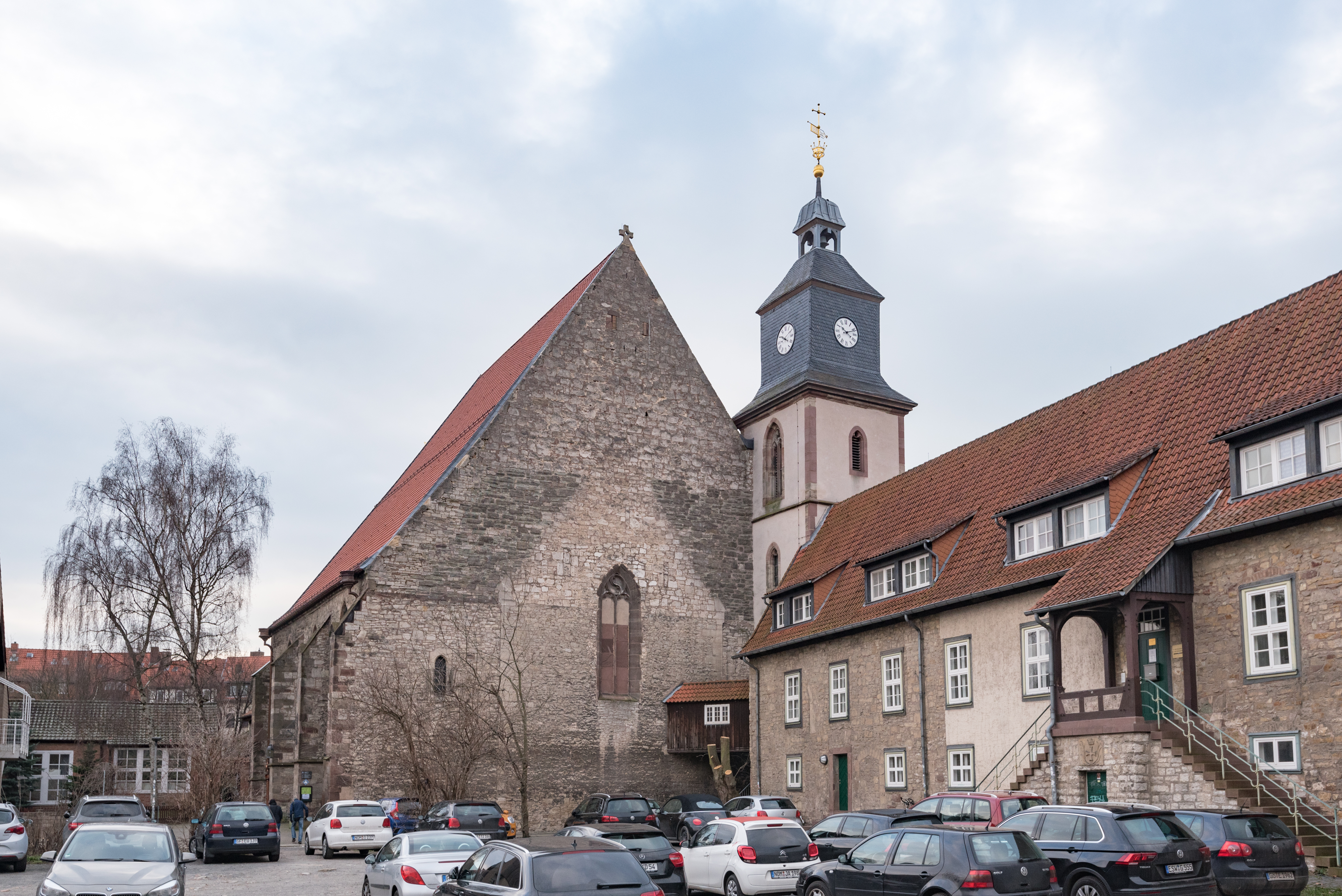
Westgiebel der Marienkirche, rechts die Kommende (Aufnahme 2018)
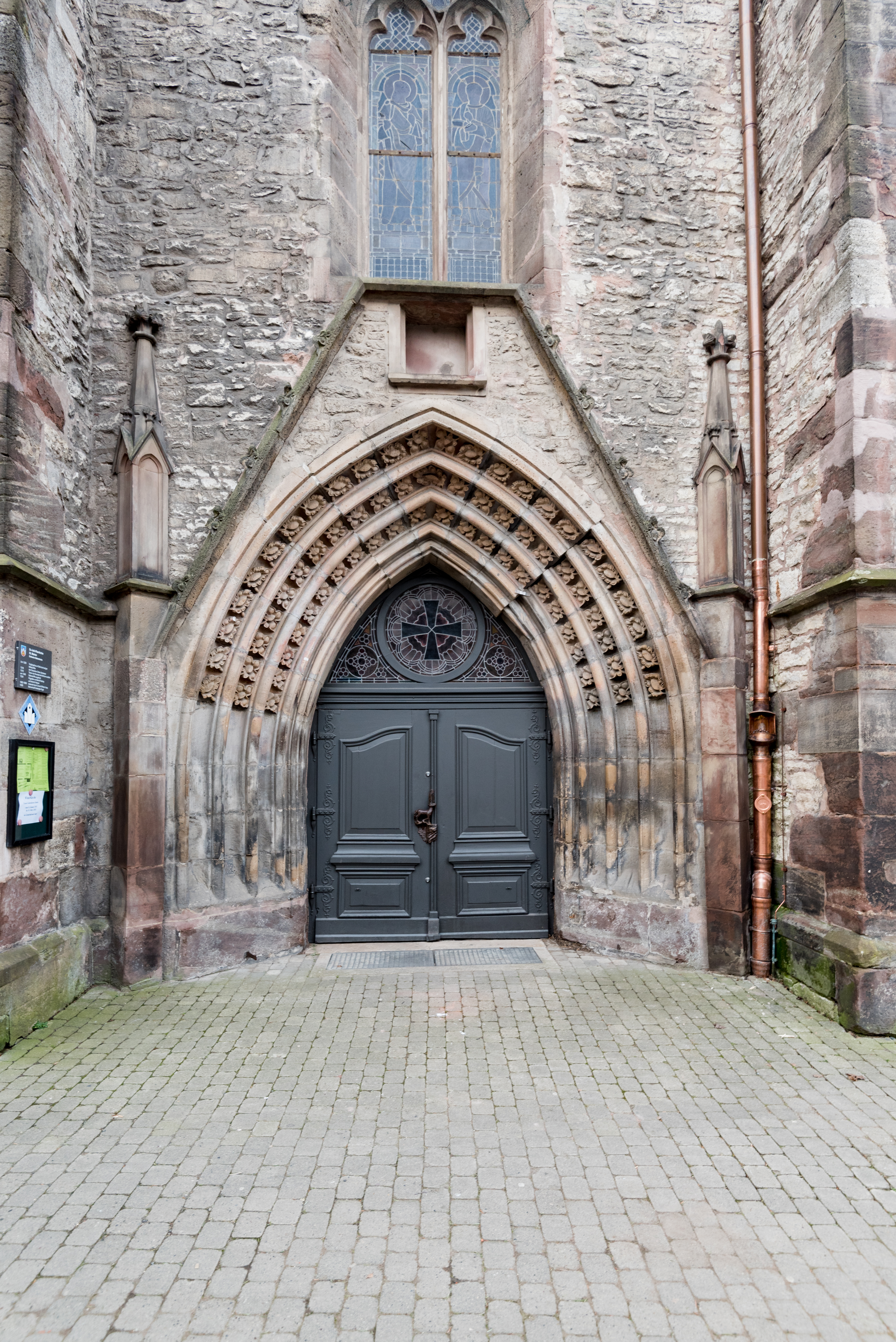
Nordportal
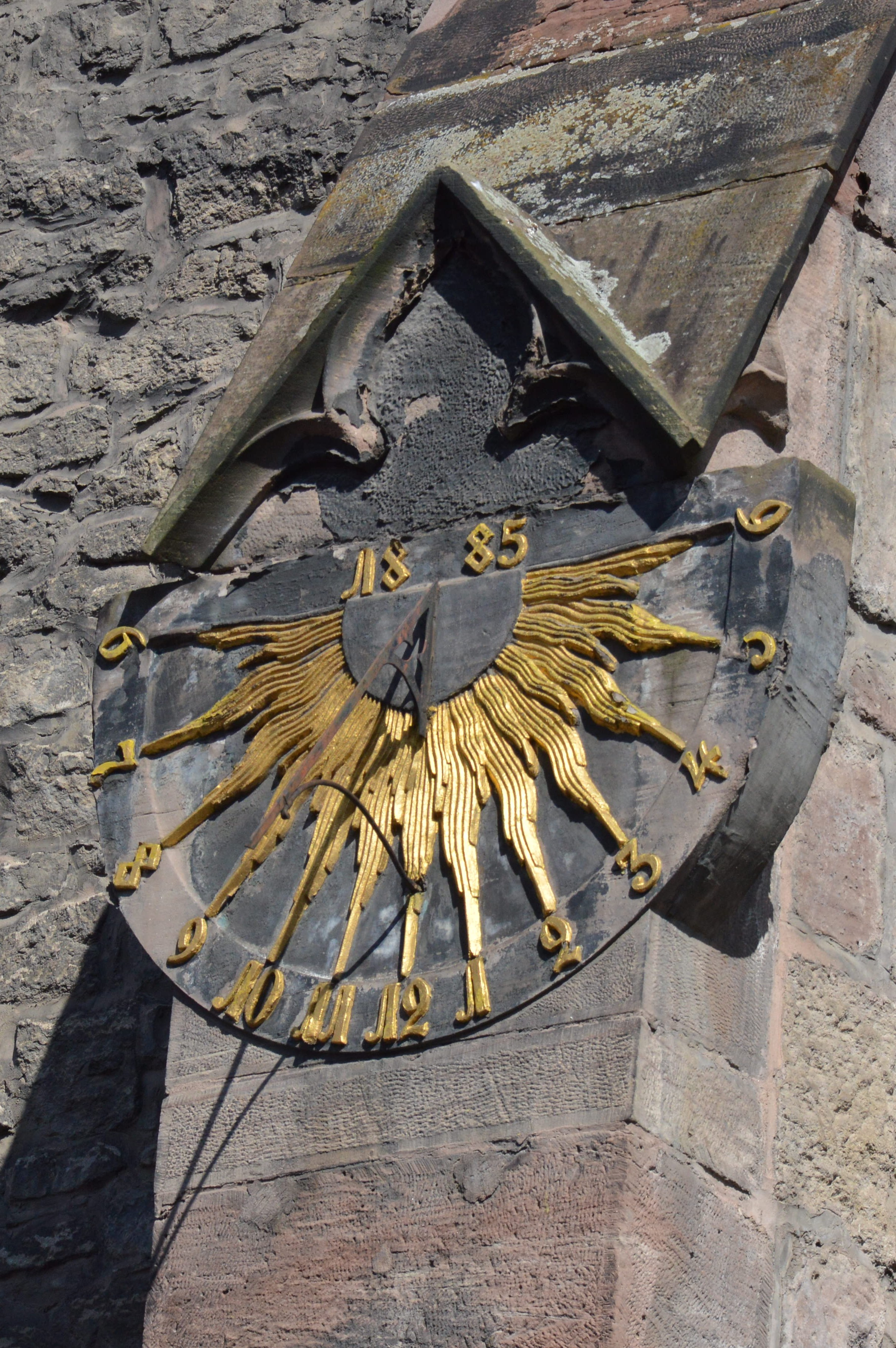
Sonnenuhr an der Südfassade
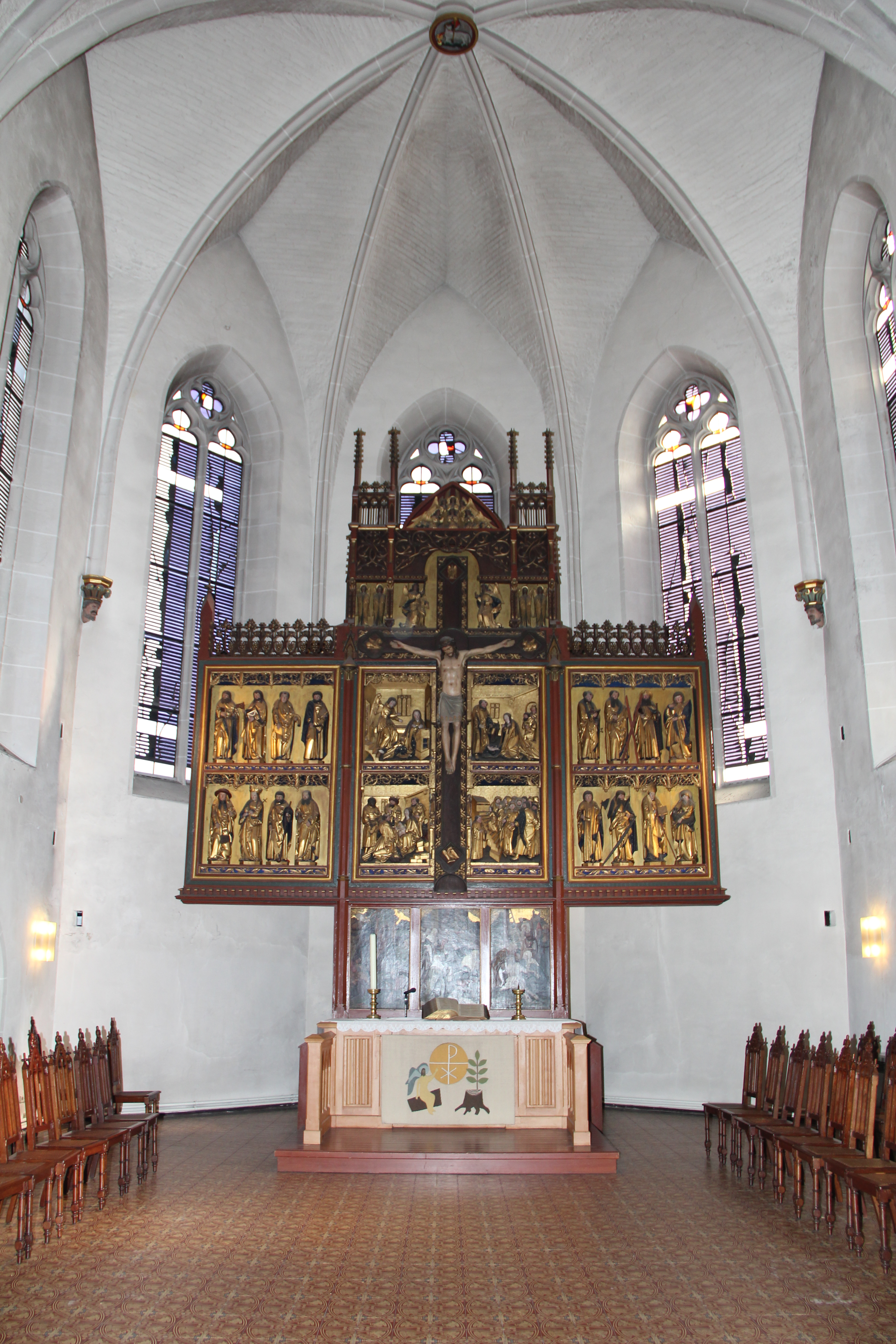
Chorraum mit Kastrop-Altar
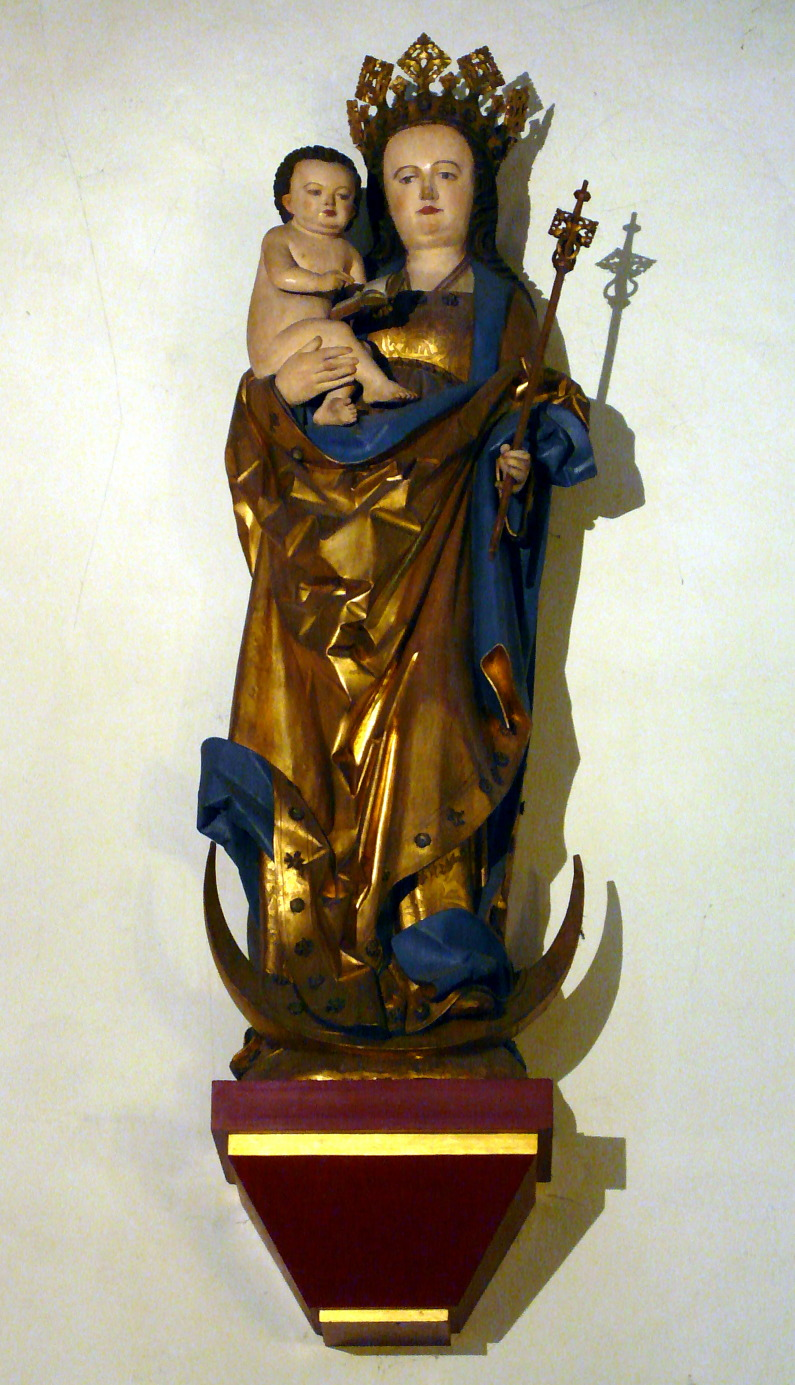
Mondsichelmadonna von Hans Kastrop
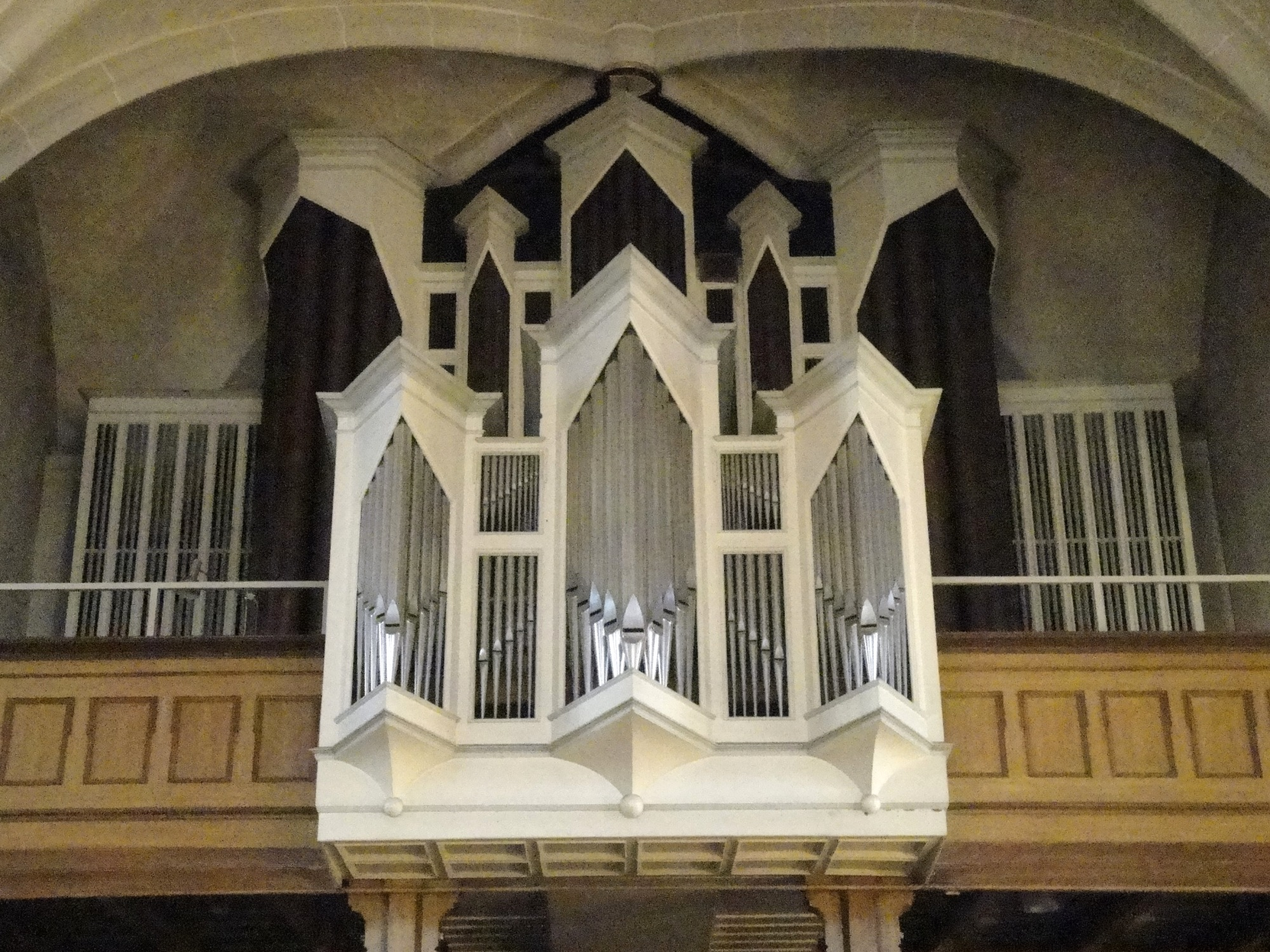
Orgel (Aufnahme 2011)

### Orgel
Die Orgel ist ein Meilenstein der damals gerade entstehenden Orgelbewegung. Sie wurde in den Jahren 1925/1926 von P. Furtwängler & Hammer nach Plänen von Christhard Mahrenholz erbaut, 1928 erfolgte eine Erweiterung, 1950 eine Änderung der Disposition, 1970/71 eine Generalüberholung/Neuintonation und 2003 eine Generalrenovierung.

### Glocken
St. Marien beherbergt die älteste Kirchenglocke Göttingens von 1359, deren Geläut durch eine Glocke von 1464 ergänzt wird. Die Gießer sind unbekannt.
| Glocke | Gussjahr | ∅ (cm) | Gewicht (kg) | Nominal (16tel) |
| ------ | -------- | ------ | ------------ | --------------- |
| 1      | 1464     | 152    | ca. 2000     | es1             |
| 2      | 1359     | 115    | ca. 950      | g1              |

## Kirchengemeinde
Zu dem Gemeindebauten gehören zwei Pfarr- und Gemeindehäuser unmittelbar nördlich der Marienkirche unter der Adresse Neustadt 21; das ältere entstand in den 1950er Jahren nach Plänen des Architekten Diez Brandi, das jüngere Gemeindehaus entstand 1981–1982 nach Entwurf des Sohnes Jochen Brandi.
Ein noch älteres Pfarrhaus bestand seit 1558 auf dem Anger, unmittelbar am Stadtwall und wurde 1777 als barockes Fachwerkgebäude erneuert (heute Angerstraße 14). Die evangelische St. Mariengemeinde veräußerte dieses Gebäude 2004 an die Jüdische Gemeinde Göttingen, die einige Jahre später die Fachwerk-Synagoge aus Bodenfelde auf das rückwärtige Gartengrundstück translozierte.

Aus der evangelisch-lutherischen St.-Marien-Kirchengemeinde wurden zum 1. Oktober 1951 die Bewohner des dritten Seelsorgebezirks ausgepfarrt und für sie eine eigene Kirchengemeinde unter dem Namen Friedenskirchengemeinde gebildet. Die zugehörige Friedenskirche im Göttinger Ortsteil Weststadt auf dem Hagenberg wurde 1951–1952 erbaut.

Bildergalerie
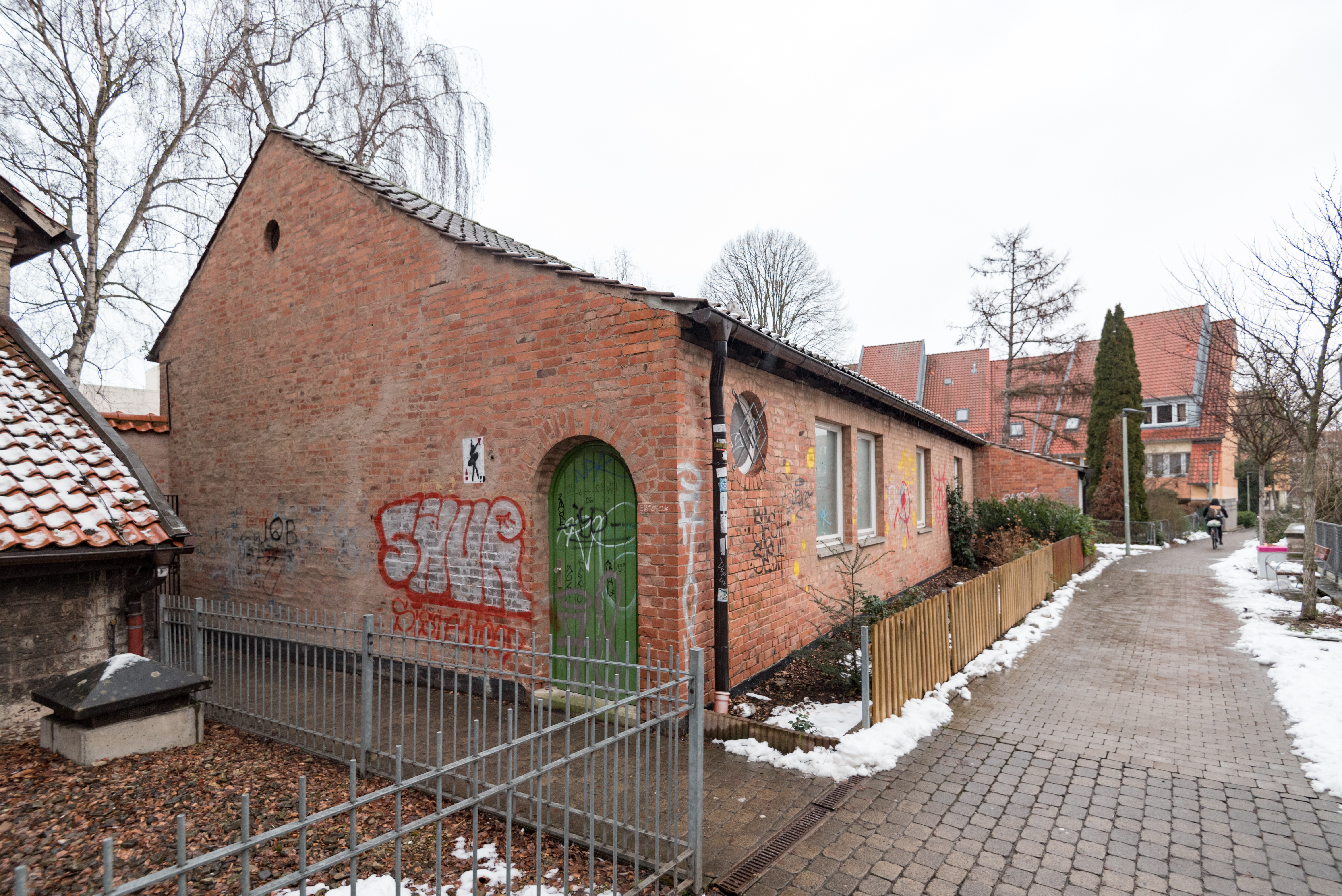
Älteres Gemeindehaus der Mariengemeinde, Neustadt 21 (Aufnahme 2018)
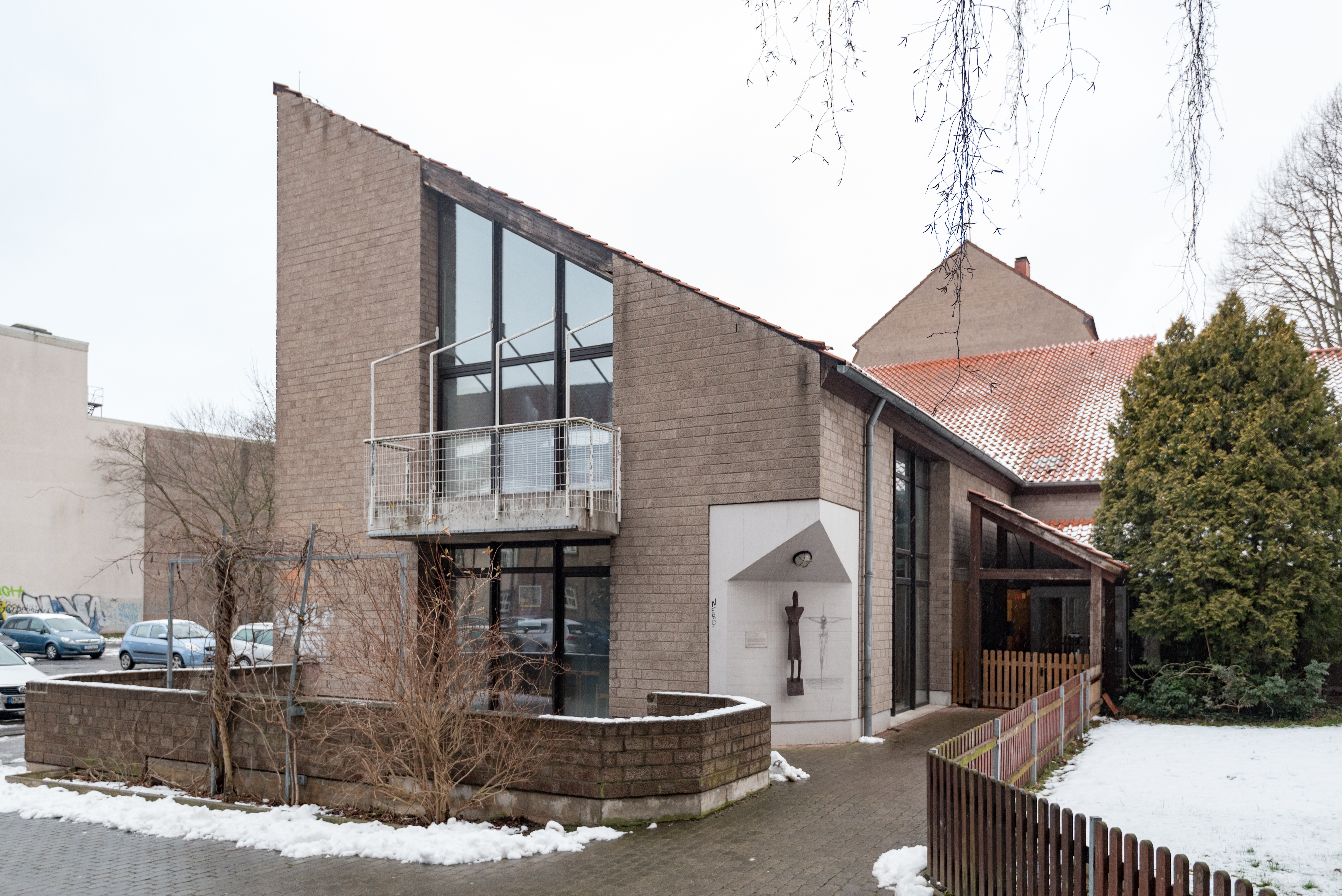
Neueres Gemeindehaus der Mariengemeinde, Neustadt 21 (Aufnahme 2018)
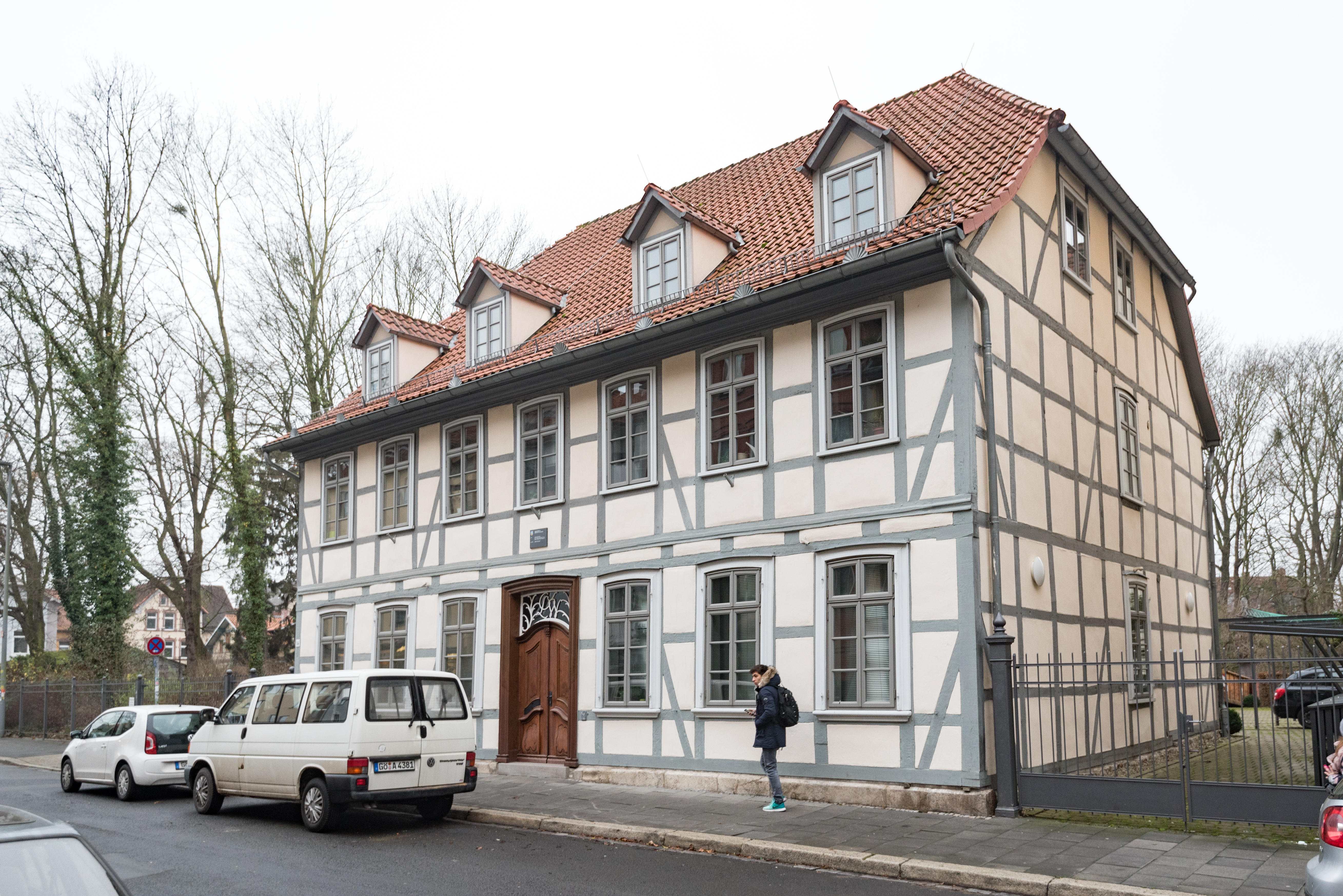
Ehemaliges Pfarrhaus der Mariengemeinde, Angerstraße 14 (Aufnahme 2018)

## Kommende

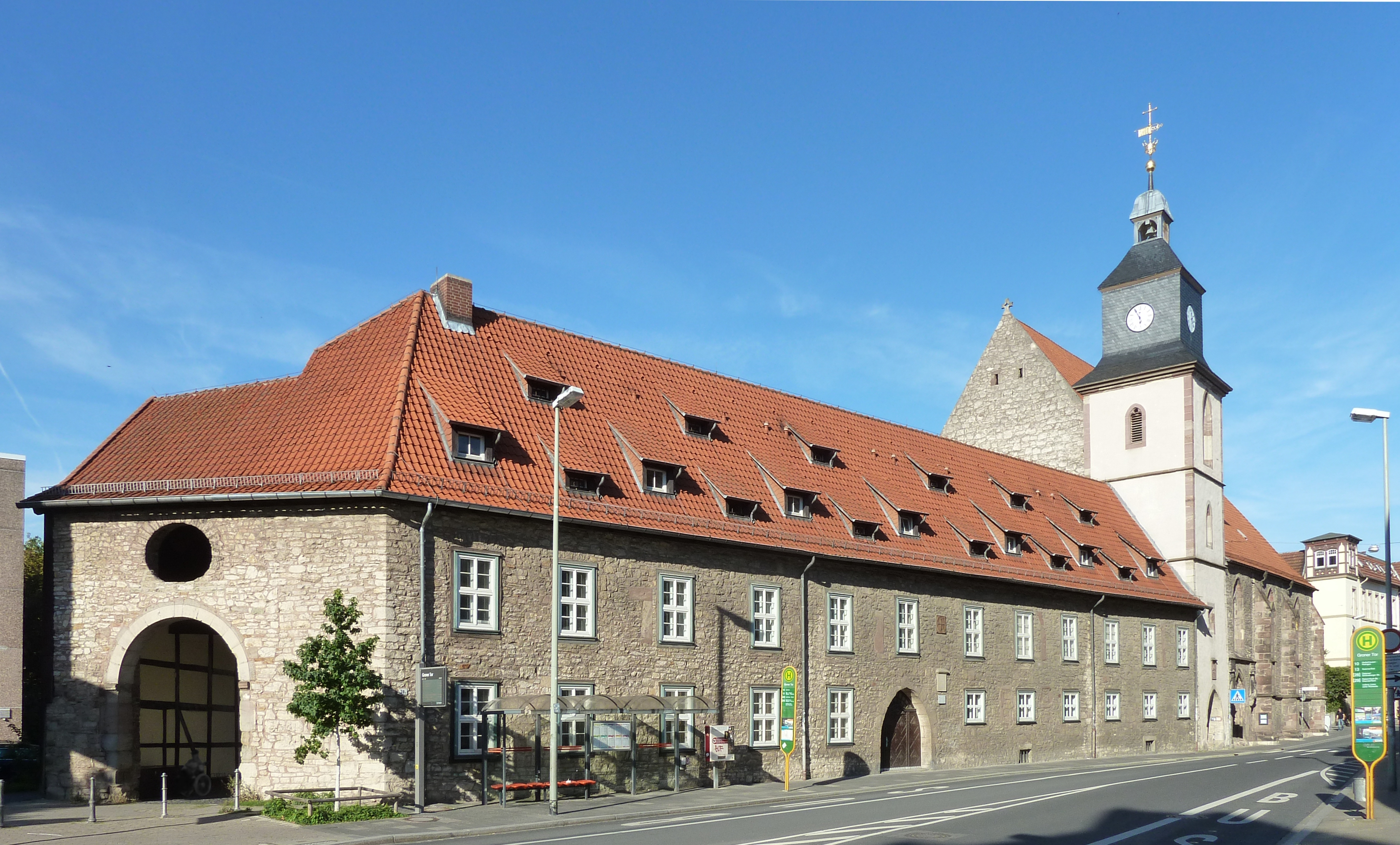
Deutschordens-Kommende (Groner-Tor-Straße 30a), links die ehemalige Hofzufahrt, rechts im Hintergrund die Marienkirche mit Tor-/Kirchturm (Aufnahme 2011)

Heute steht von dem mittelalterlichen, ehemals umfangreichen Kommende-Ensemble nur noch der Südflügel an der Groner-Tor-Straße 30a, ein langgestreckter zweigeschossiger Bau mit Bruchsteinfassaden, der 1980–1983 entkernt und zum Kirchenkreisarchiv sowie Studentenwohnungen umgenutzt wurde. Der größte Teil des rückwärtigen Kommende-Areals wurde 2019–2021 mit einem „Forum Kirche und Diakonie“ neu bebaut.